# پینیرو (بازیکن فوتبال)
ژوآو کارلوس باتیستا پینیرو (پرتغالی: Pinheiro; ۱۳ ژانویهٔ ۱۹۳۲ – ۳۰ اوت ۲۰۱۱) بازیکن و مربی فوتبال اهل برزیل بود.
از باشگاه‌هایی که در آن بازی کرده‌است می‌توان به باشگاه فوتبال فلومیننزه و باشگاه ورزشی باهیا اشاره کرد.
وی همچنین در تیم ملی فوتبال برزیل بازی کرده‌است.